# Alliance du Nord
Pour les articles homonymes, voir Alliance.

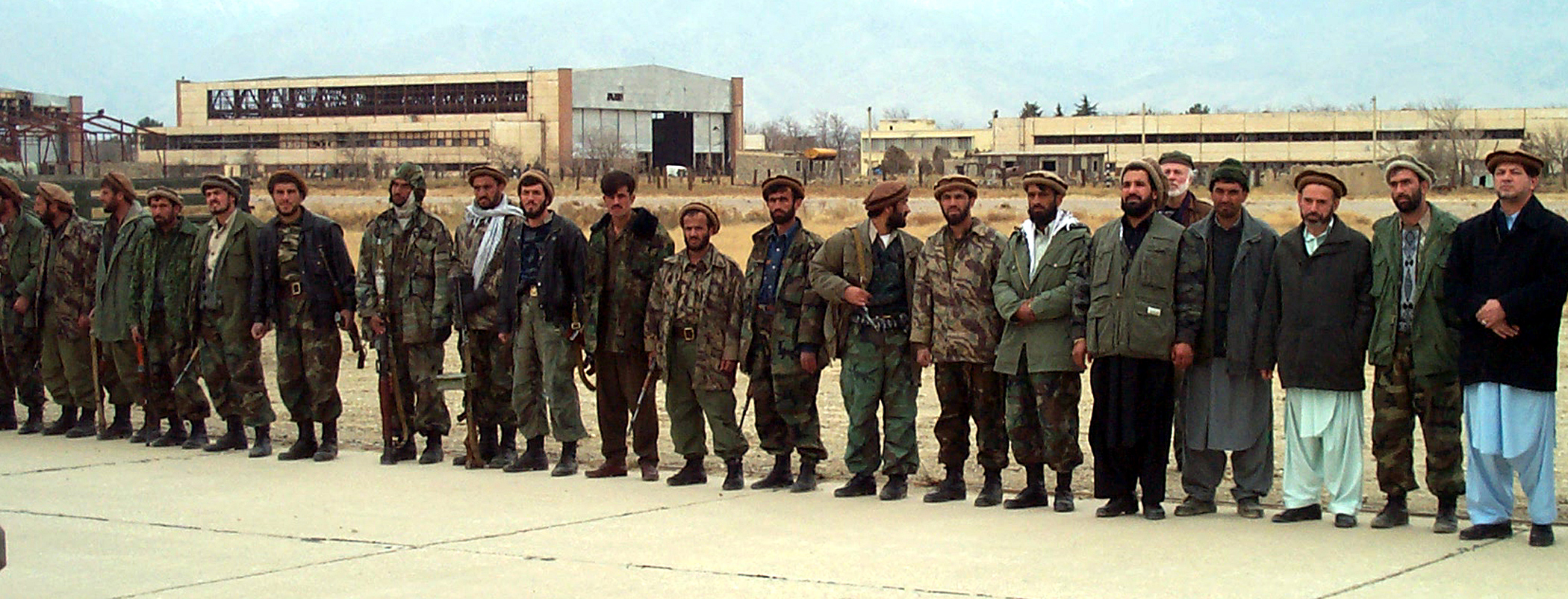
Troupe en formation de l'Alliance du Nord en 2001

Le Front uni islamique et national pour le salut de l'Afghanistan (en dari : جبهه متحد اسلامی ملی برای نجات افغانستان, Jabha-yi Muttahid-i Islami-yi Milli bara-yi Nijat-i Afghanistan ou Front Uni), plus connu sous le nom d’Alliance du Nord était un groupe armé musulman afghan, en lutte contre les talibans et le régime politique de ces derniers, l'émirat islamique d'Afghanistan. Il rassemblait principalement le Jamiat-e Islami, le Mouvement islamique national d'Afghanistan, le Parti de l'unité islamique d'Afghanistan et le Mouvement islamique d'Afghanistan.
Il fut dirigé par le commandant Massoud jusqu'à son assassinat le 9 septembre 2001.

## Histoire

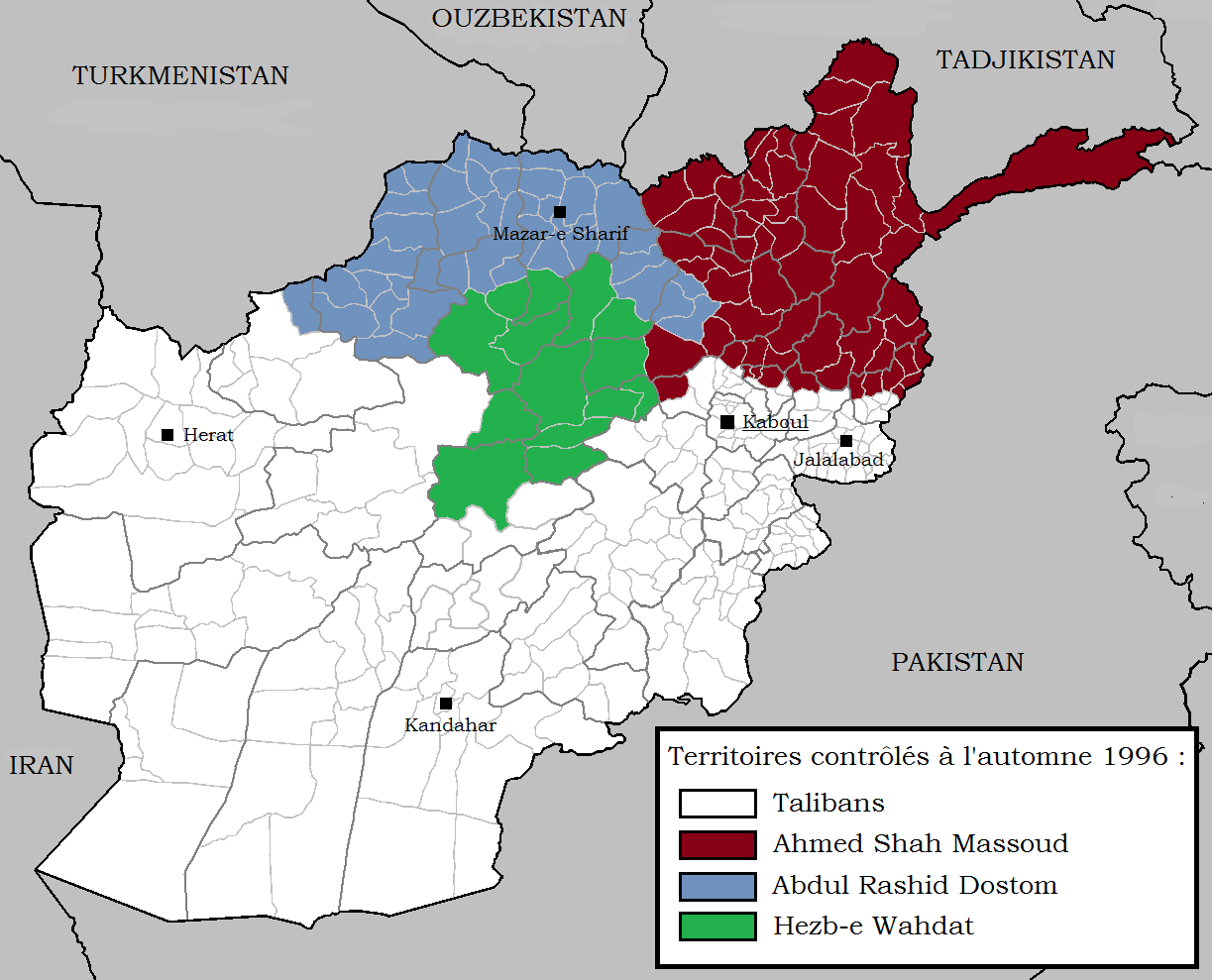
Territoires contrôlé par les partis en conflit en 1996.

Le Front uni est un regroupement de plusieurs groupes armés qui se sont battus entre eux pendant plusieurs années pour avoir le pouvoir en Afghanistan. Ces groupes armés sont presque tous issus des Moudjahiddins qui ont combattu l'armée soviétique pendant la guerre d'Afghanistan de 1979 à 1989 et contre le régime communiste lors de la guerre civile afghane de 1989 à 1992.
Lors de la prise de pouvoir des talibans en 1996, ces groupes armés ont décidé de se rassembler pour les combattre. Pendant plusieurs années, ils ont été obligés de rester dans la partie nord-est de l'Afghanistan, en raison de leur manque de moyens militaires.

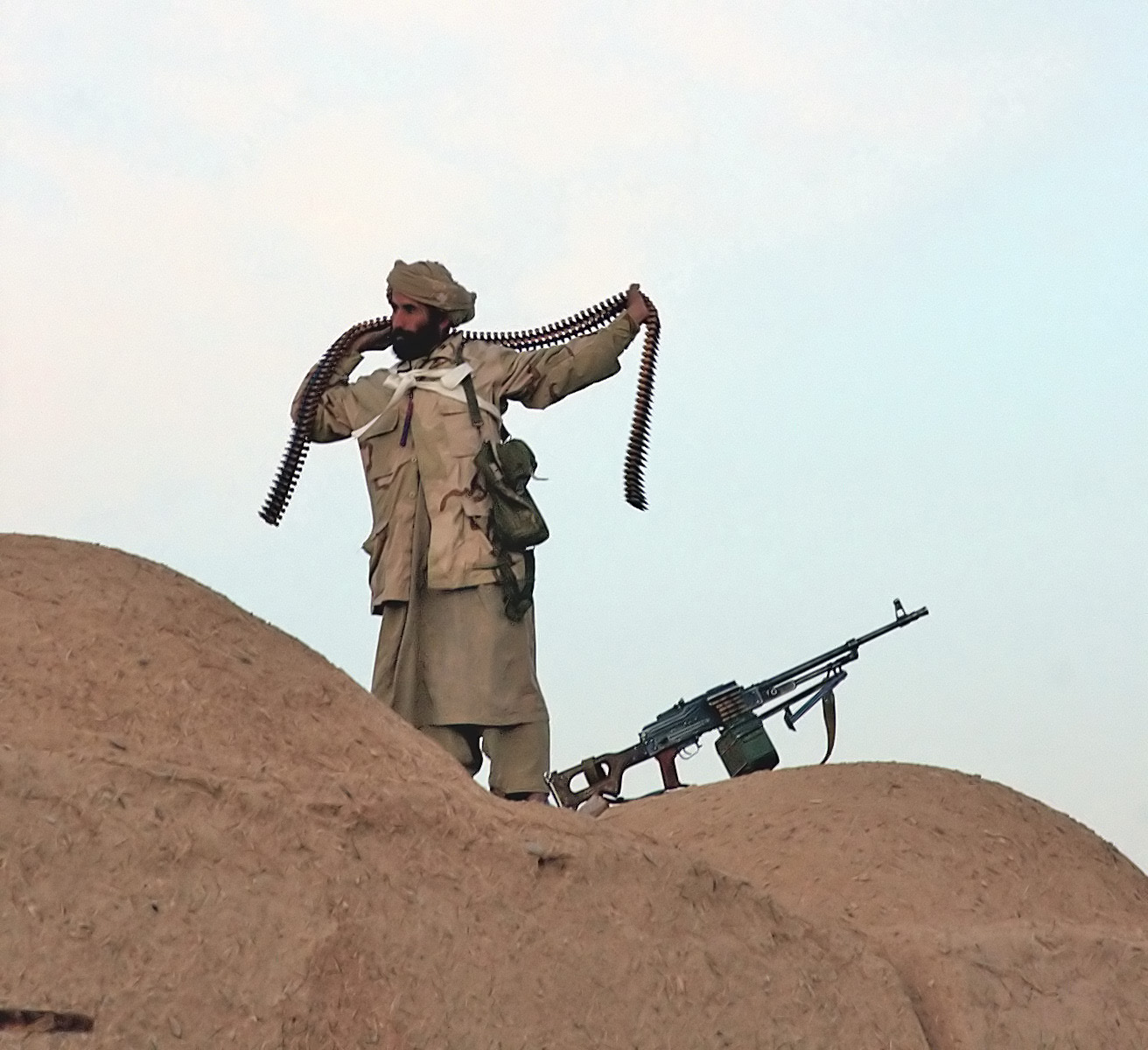
Un milicien du Front Uni le 1er janvier 2002.

À la suite des attentats du 11 septembre 2001, les États-Unis ont décidé de soutenir militairement le Front uni pour renverser les talibans. C'est ainsi qu'en un peu plus de deux mois, le Front uni a pu prendre le contrôle total du pays entre la fin 2001 et début 2002.
Avant l'arrivée des talibans, des conflits inter-ethniques à Kaboul ont fait de nombreuses victimes, ce qui est souvent reproché au Front uni. Ces conflits ont été déclenchés par le siège de Kaboul organisé par le Hebz-i-Islami d'Hekmaktiar soutenu par les services pakistanais. L'échec de ce dernier à prendre le pouvoir amènera le gouvernement de Benazir Bhutto à soutenir les talibans.
Le Front uni a été très influent dans le gouvernement afghan de transition dirigé par Hamid Karzai. Notamment, Mohammed Fahim est devenu le vice-président et ministre de la Défense, Younous Qanouni est devenu ministre de l'Éducation et conseiller pour la sécurité et le Dr Abdullah Abdullah est devenu ministre des Affaires étrangères. Karzai a facilement remporté l'élection présidentielle de 2004 avec 55,4 % des voix, suivi de trois anciens dirigeants du Front uni, Quanouni (16,3 %), Mohaqiq (11,7 %) et Abdul Rachid Dostom (10 %).
Les dirigeants du Front uni ont eu des parcours divers ensuite, certains s'alliant avec le président Karzai, comme le vice-président Ahmad Zia Massoud, d'autres sont entrés en opposition tels Abdullah Abdullah ou Younous Qanouni. Un des dirigeants historiques, le Pr Burhanuddin Rabbani a été assassiné en 2011 par un taliban. 
Certains des combattants de la branche militaire du Front uni ont rejoint l'Armée nationale afghane, alors que de nombreux autres blessés ont été désarmés par un programme de désarmement national. La plupart des officiers supérieurs de l'ANA, sont d'anciens membres du Front Uni, y compris le ministre de la Défense depuis 2004 Abdul Rahim Wardak et le général Bismillah Khan.

## Origines du termeAlliance du Nord
Cette appellation est un terme qui a été créé de toutes pièces par le Joint Intelligence North du service de renseignement pakistanais, l'Inter-Services Intelligence, afin de stigmatiser et discréditer ces forces d'opposition, et faire croire à l'opinion publique qu'il ne s'agit que d'un groupuscule géographiquement et ethniquement circonscrit. En un premier temps, le JIN a fait circuler cette fausse appellation dans les médias pakistanais, et par le principe connu des relais, elle est devenue celle de tous les médias occidentaux sans exception.